# Marionina neroutsensis
Marionina neroutsensis är en ringmaskart som beskrevs av Coates 1980. Marionina neroutsensis ingår i släktet Marionina och familjen småringmaskar. Inga underarter finns listade i Catalogue of Life.